# マリア語
マリア語（マリアご、英: Maria language）はドラヴィダ語族に属する言語である。インドのマハーラーシュトラ州やチャッティースガル州で話されている。マリア語はゴーンディー語の方言とみなされているが、他のほとんどのゴーンディー語の方言と相互理解可能性が無いことで、方言であるという分類が疑われている。

## 言語名別称

### マリア語
- Hill Maria
- Madia
- Madiya
- Madi
- Modh
- Modi

### ダンダミ・マリア語
- Bastar Koya
- Bison Horn Maria
- Dandami Madiya
- Dhuru
- Madiya
- Maria Gond

## 方言

### マリア語
- Adewada (mrr-ade)
- Bhamani Maria (mrr-bha)
- Etapally Maria (mrr-eta)
- Abujmaria (mrr-abu)

### ダンダミ・マリア語
- Geedam (daq-gee)
- Sukma (daq-suk)